# Іванівці (зупинний пункт, Львівська залізниця, Чернівецька область)
Іва́нівці — залізничний пасажирський зупинний пункт Івано-Франківської дирекції залізничних перевезень Львівської залізниці.
Розташований у селі Іванівці Кельменецького району Чернівецької області на лінії Кельменці — Сокиряни між станціями Ларга (21 км) та Васкауци (13 км).
На платформі не зупиняються приміські електропоїзди.